# Resurrectio
Resurrectio è un film drammatico italiano del 1931, scritto e diretto da Alessandro Blasetti.

## Trama
Un direttore d'orchestra, deluso e amareggiato perché abbandonato dall'amante, arriva sull'orlo del suicidio. Sta per mettere in atto il suo proposito ma nello stesso momento si trova a dover salvare un bambino che sta per essere investito da un camion. Qui l'incontro con una graziosa e sensibile fanciulla, che aveva già incontrato sull'autobus e che lo aveva seguito.
Da questo momento decide di rompere ogni legame con il passato e si dedica con rinnovato vigore alla sua musica. E in questo modo comincerà la sua resurrezione.

## Produzione
Resurrectio è il primo film prodotto dalla nuova Cines di Stefano Pittaluga e il primo film sonoro italiano, distribuito però solo nel 1931 dopo il successivo La canzone dell'amore di Gennaro Righelli, per considerazioni di natura commerciale.
Blasetti, per la prima e ultima volta soggettista e sceneggiatore unico di un suo film, lo definì «il più colossale insuccesso della mia vita», ma il film va giudicato soprattutto per il suo carattere sperimentale e pionieristico.
Ne esiste soltanto la copia negativa, depositata presso la Cineteca Nazionale.

## Critica
(Raoul Quattrocchi in Kines del 14 giugno 1931)